# Smicropus marginata
Smicropus marginata är en fjärilsart som beskrevs av Paul Dognin 1903. Smicropus marginata ingår i släktet Smicropus och familjen mätare. Inga underarter finns listade i Catalogue of Life.